# Allée couverte de la Hamelinière
L'allée couverte de la Hamelinière est située dans le hameau du même nom, sur la commune française de Chantrigné, dans le département de la Mayenne.

## Protection
Le site a été classé monument historique par un arrêté du 18 mars 1932.

## Description
L'allée couverte  a été construite à la fin du Néolithique.
Une première campagne de fouilles menée en 1920 a permis d'y recueillir deux vases attribués à la culture Seine-Oise-Marne et un outillage lithique en silex (haches polies, lames et poignard type « Grand-Pressigny ») . 
Plus récemment d'autres fouilles, puis une restauration, ont été dirigées par Roger Bouillon en 2000, 2001 et 2003. Tous les éléments sont désormais à leur place sauf deux blocs,.